# Arthur Wehnelt
Arthur Rudolph Berthold Wehnelt (Rio de Janeiro, 4 de abril de 1871 – Berlim, 15 de fevereiro de 1944) foi um físico alemão, notável por importantes contribuições nos campos da física de raios X, descargas em gás e emissão de elétrons.

## Publicações selecionadas
- Studien über den dunklen Kathodenraum. Barth, Leipzig 1898, (Erlangen, Dissertation, 1898).
- Strom- und Spannungsmessungen an Kathoden in Entladungsröhren. Hirzel, Leipzig 1901, (Erlangen, Habilitationsschrift, 1901).
- Über den Austritt negativer Ionen aus glühenden Metallverbindungen und damit zusammenhängende Erscheinungen. In: Annalen der Physik. Vol. 319, Nr. 8, 1904, p. 425–468, doi:10.1002/andp.19043190802.
- como Editor: Gustav Wiedemann, Rudolf Franz: Über die Wärme-Leitungsfähigkeit der Metalle. Arbeiten (= Ostwald’s Klassiker der Exakten Wissenschaften. 222, ISSN 0232-3419). Akademische Verlagsgesellschaft, Leipzig 1927.
- com Sergius Seiliger: Über Emission von Elektronen und positiven Ionen im Schmelzpunkt von Metallen. In: Zeitschrift für Physik. A: Hadrons and Nuclei. Vol. 38, Nr. 6/7, 1926, p. 443–464, doi:10.1007/BF01397164.